# Francesco Bartolozzi
Francesco Bartolozzi (Florencia, 21 de septiembre de 1727-Lisboa, 7 de marzo de 1815) fue un grabador italiano que desarrolló buena parte de su actividad en Londres. Se destacó por popularizar la técnica del grabado de puntos.

## A comienzo de su vida
Bartolozzi nació en Florencia en 1727. Inicialmente estaba destinado a seguir la profesión de su padre, un orfebre de oro y plata, pero demostró tanta habilidad y gusto por el dibujo que fue puesto bajo la supervisión de dos artistas florentinos, Ignazio Hugford y Giovanni Domenico Ferretti, que lo formó en la pintura. Después de dedicar tres años a ese arte, marchó a Venecia y estudió grabado. En esta técnica admiró en particular el trabajo de Joseph Wagner.

## A comienzo de su carrera
Sus primeras producciones en Venecia fueron láminas al estilo de Marco Ricci, Zuccarelli y otros, mientras trabajaba para Wagner, y éste empezó a tomarlo en cuenta. Posteriormente se mudó por un corto período a Roma, donde completó un conjunto de grabados representando los frescos de Domenichino en Grottaferrata dedicados a la vida de San Nilus. Pronto regresó a Venecia, partiendo para Londres en 1764.

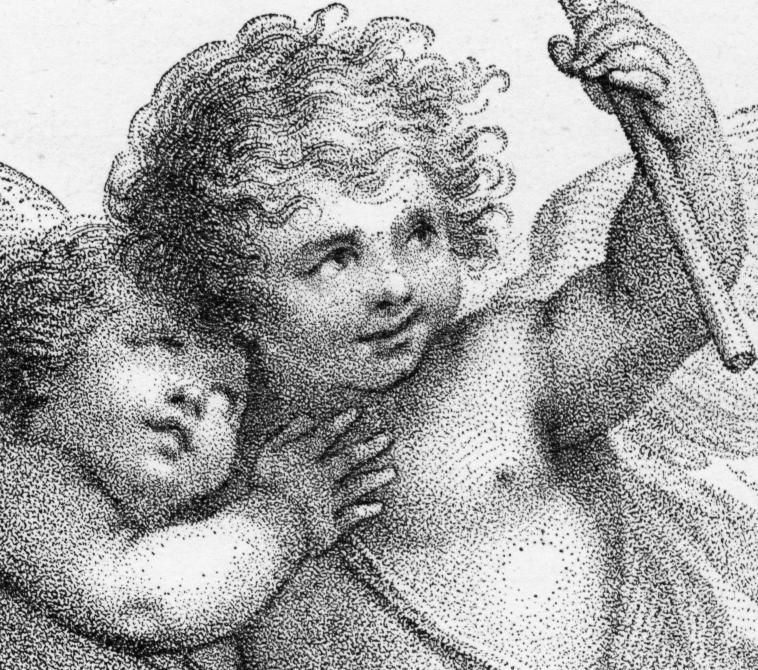
Un detalle de uno de los grabados de Bartolozzi, mostrando los efectos tonales de la técnica de grabado de puntos, del que era un experto

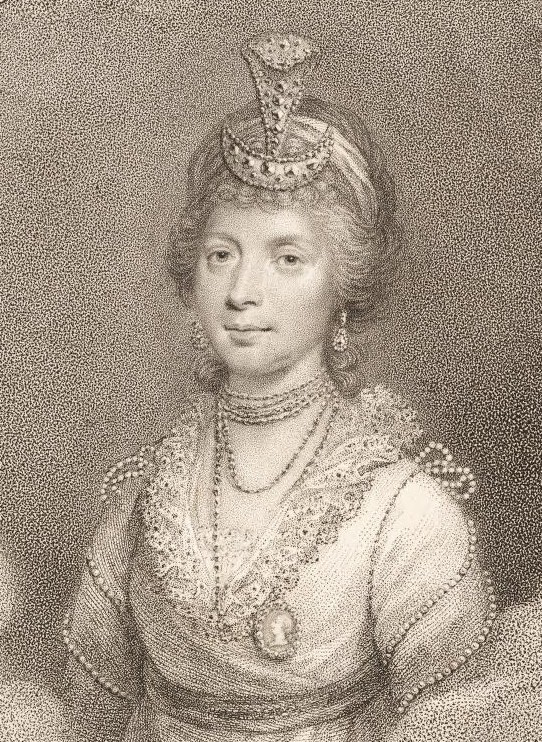
La Reina Charlotte pintada por William Beechey, grabada por Francesco Bartolozzi.

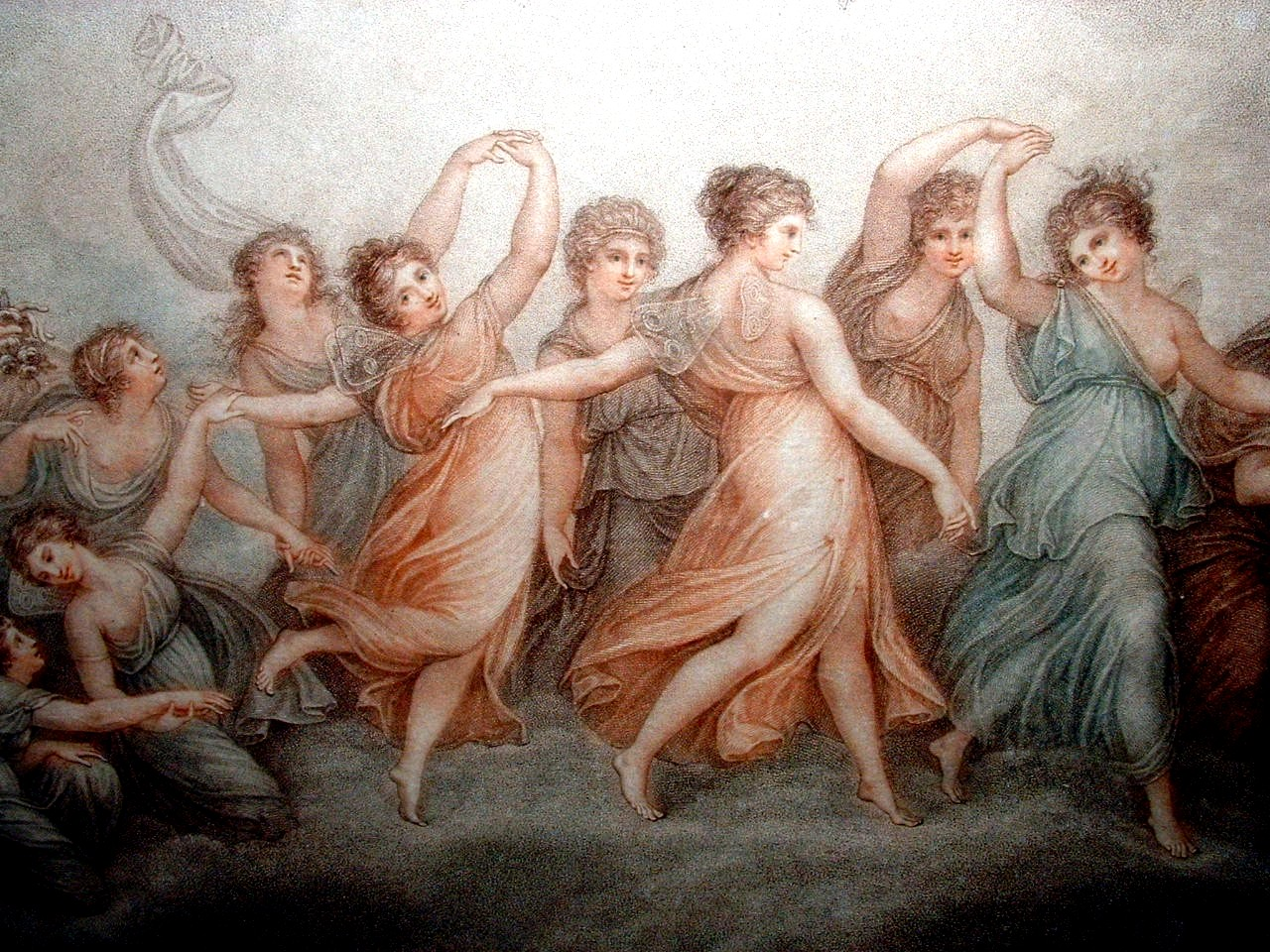
Las Horas; de Maria Cosway.

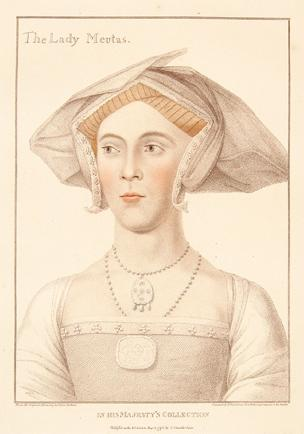
Grabado de Bartolozzi de la Señora Meutas de Holbein.

## Carrera en Londres
Vivió en Londres casi cuarenta años. Produjo un gran número de grabados, entre ellos grabados de reproducción de pinturas célebres, como la Clytie de Annibale Carracci y la Virgen y el Niño, de Carlo Dolci. En buena parte, sus grabados de esta época los realizó por dibujos de Giovanni Battista Cipriani y Angelica Kauffmann. Bartolozzi también colaboró con un gran número de láminas para la Boydell Shakespeare Gallery de John Boydell y dibujó esbozos en tiza roja. Al llegar a Londres, fue nombrado grabador del rey con un salario anual de £300. Fue elegido miembro fundador de la Royal Academy of Arts de Londres en 1768 y en 1802 se convirtió en presidente fundador de la recién creada Sociedad de Grabadores, en Lisboa.
Sus alumnos fueron Michele Benedetti, Ignatius Joseph van den Berghe, Thomas Cheesman, Lambertus Antonius Claessens, Daniel Gardner, Christiaan Josi, Johan Fredrik Martin, Conrad Martin Metz, Luigi Schiavonetti, John Keyse Sherwin, Heinrich Sintzenich, Peltro William Tomkins, Don Bernardo Zilotti, y Gabriel Scorodomoff.
Bartolozzi no fue el inventor del grabado llamado de puntos, que imitaba las sutilezas de los dibujos a lápiz, pero él lo utilizó como único medio para sus estampas, no limitándose a emplearlo en el acabado, de forma complementaria al trabajo hecho a buril, y lo puso de moda.

## Al final de su vida
En 1802, Bartolozzi aceptó el cargo de director de la Academia Nacional de Lisboa, ciudad donde muere. Su hijo Gaetano Stefano Bartolozzi, nacido en 1757, fue también grabador, y padre de madame Vestris.

## Trabajos
Ticozzi y Bryan publicaron catálogos de su producción, incluyendo:

### Aguafuertes originales
- Abraham y los Ángeles.
- El Milagro del Maná.
- Job abandonado por sus Amigos.
- Caridad, un óvalo; inscrito Ipse feci.
- El Origen de la Pintura (1787).
- La Virgen y Niño; (circular).

### Aguafuertes de reproducción
- San Francisco de Ventas triunfa sobre la Herejía; de Ottavio Amiconi.
- San Lucas pinta el Retrato de la Virgen; de Cantarini.
- El Adulterio antes de que Cristo; de Agostino Carracci.
- Rolando y Olympia, Clytie, y otros dibujos de la Colección Real de Annibale Carracci.
- Un grupo de ocho temas; de Giovanni Benedetto Castiglione.

#### Aguafuertes por dibujos de Cipriani
- La separación de Aquiles y Briseida.
- Héctor deja a Andrómeda.
- Chryseis restaurado por su Padre.
- La Muerte de Dido.
- Júpiter y Juno en el Monte Ida.
- Venus mostrándole el Cestus a Juno.
- Venus vestida por las Gracias .
- Tancredo y Herminia y Tancredo y Clorinda.
- Shakespeare coronado a la Inmortalidad.

#### Grabados sobre dibujos de Angelica Kauffman
- Sócrates en Prisión.
- Penelope lamentándole a Ulises.
- Telémaco y Mentor en la Isla de Calipso.
- Paulo Emilias educando a sus Hijos.
- Coriolano apaciguado por su Familia
- El Bello Rhodope enamorado de Aesope (en la década de los 1780, inscripción: De una pintura original de la misma medida por Signora Angelica Kauffman. Propiedad de Charles Boddam sun Esqv.)

#### Otros
- Rachel escondiendo los ídolos de su Padre y Laoconte atacado por Serpientes; de Pietro da Cortona.
- La Muerte de Señor Chatham; de Copley.
- La Virgen y el Niño; de Carlo Dolci.
- Un conjunto de trece platos de los frescos de Domenichino en Grottaferrata
- Un conjunto de 33 dibujos de Guercino de la Colección Real.
- Un conjunto de Retratos de Hans Holbein el más Joven, incluyendo dos retratos de Henry y Charles Brandon, hijos de Charles Brandon, 1.º Duque de Suffolk, Thomas More, La Señora Meutas y Señor Mansfield.[2]
- La Entrevista de Edgar y Elfrida después de su Matrimonio con Athelwold.
- Retratos de Cignani y Pietro da Cortona; de Maratta.
- El Moralista Justo y su Alumno; de Richard Cosway
- El hígado de Prometeo devorado por un Buitre; de Michelangelo.
- Busto de Michelangelo.
- El Rey Juan ratificando la Carta Magna Charta; de Mortimer.
- Cornelia, Madre del Gracch; de West.
- Una Colección de Gemas, diseñado por varios artistas, grabado por Bartolozzi.
- Mary, Reina de Scots, y su Hijo; de Federico Zuccaro.[3]
- Las Horas; de Maria Cosway, ('Oda a la Primavera de Vide Gray').